# Cutuhuasi
Cutuhuasi es una localidad peruana ubicada en el distrito de Canta, perteneciente a la provincia homónima del departamento de Lima, al centro oeste del Perú. 

## Ubicación
Cutuhuasi se ubica al noreste de la provincia de Canta, en el distrito de Canta, en el departamento de Lima.

## Demografía
En 2017 Cutuhuasi tenía una población de 10 habitantes y 5 viviendas.
| Gráfica de evolución demográfica de Cutuhuasi entre 1993 y 2017 |
|                                                                 |
| Fuentes: Población 1993 (Cotahuasi) y 2017                      |